# Белореченск
Белоре́ченск — город на юге России, в Краснодарском крае. Административный центр Белореченского муниципального района. Образует муниципальное образование Белореченское городское поселение, как единственный населённый пункт в его составе.

## Этимология
Основан в 1862 году как станица Белореченская; название от гидронима реки Белая. С 1958 года — город Белореченск.

## География
Город расположен на реке Белая, в предгорьях Главного Кавказского хребта. Расположен в 80 км к юго-востоку от краевого центра Краснодар и в 27 км к северо-западу от города Майкоп. В городе расположена узловая железнодорожная станция (Белореченская) Северо-Кавказской железной дороги на линии Армавир—Туапсе с ответвлением электрифицированной ветки вверх по долине реки Белая (через Майкоп) до посёлка Каменномостский.

## История
До второй половины XIX века на месте современного города находилось черкесское поселение Шитхала. Название Шитхала (адыг. Шытхьалэ) в переводе с черкесского означает «топящая лошадей», что может быть связано с сильным течением реки Белая. После завершения Кавказской войны, большая часть местного населения была депортирована в ходе масштабного мухаджирства.
В 1862 году казаками 42-го кавалерийского полка Кубанского казачьего войска была заложена земляная крепость, а затем основана станица Белореченская, в которую первые поселенцы прибыли в мае 1862 года. Первоначально станица была включена в состав Майкопского отдела Кубанской области.
В 1864 году население станицы составляло 1415 человек. Согласно Спискам населённых мест Кубанской области за 1882 год, в станице Белореченской проживали 4351 человек, в том числе 2217 лиц мужского пола, 2134 — женского. В станице насчитывалось 640 дворов, 718 домов, жителям принадлежали 19 590 десятин земли. Имелись 1 церковь, 1 мужская школа, 2 лавки с красным товаром, 9 бакалейных лавок, 2 питейных заведения, 8 водяных мукомольных мельниц. По воскресеньям проводились базары, со 2 по 17 марта и 26 октября — ярмарки.
Согласно энциклопедическому словарю Брокгауза и Ефрона (1890—1907) население станицы составляло 6792 человек. Дворовых мест — 1116, жилых домов — 1275, одно училище, 15 лавок, 3 питейных заведения, 9 водяных мельниц, 3 кожевенных завода, 1 шерстобитный, 3 маслобойных, 1 кирпичный.
В 1910 году через станицу Белореченская была проложена Армавир-Туапсинская железная дорога, строительство которой стимулировало бурное развитие промышленности и торговли, и резкий приток населения в станицу. Уже к 1913 году население Белореченской выросло в три раза и составляло 21 778 человек, в том числе коренного населения 4210 человек, 16 668 человек иногородних.
В 1916 году население станицы Белореченской составляло 24 547 человек, в том числе коренного населения 4552 человек, 19 995 человек иногородних.
В 1917 году население «Дачи станицы Белореченской» составляло 14 052 человек, в том числе 7035 лиц мужского пола, 7017 женского. В станице насчитывалось 2791 хозяйств.
2 июня 1924 года станица Белореченская становится районным центром Белореченского района.
28 мая 1958 года станица преобразована в город Белореченск.
29 ноября 1979 года Белореченск отнесён к категории городов краевого подчинения.

## Население
| 1925    | 1926    | 1939    | 1959    | 1967    | 1970    | 1979    | 1989    | 1992    | 1996    | 1998    | 2000    |
| ------- | ------- | ------- | ------- | ------- | ------- | ------- | ------- | ------- | ------- | ------- | ------- |
| 13 197  | ↗14 947 | ↗19 826 | ↗35 864 | ↗42 000 | ↘35 970 | ↗42 960 | ↗51 177 | ↗52 300 | ↗60 000 | ↘55 300 | →55 300 |
| 2001    | 2002    | 2003    | 2005    | 2006    | 2007    | 2008    | 2009    | 2010    | 2011    | 2012    | 2013    |
| ↗55 500 | ↘54 028 | ↘54 000 | ↘53 900 | ↗54 000 | →54 000 | ↗54 100 | ↗54 255 | ↘53 892 | ↗53 900 | ↘53 446 | ↘53 042 |
| 2014    | 2015    | 2016    | 2017    | 2018    | 2019    | 2020    | 2021    | 2023    | 2025    |         |         |
| ↘52 608 | ↘52 322 | ↘52 153 | ↗52 264 | ↘52 082 | ↘51 935 | ↘51 590 | ↗55 870 | ↘55 010 | ↘54 190 |         |         |

На 1 января 2025 года по численности населения город находился на 296-м месте из 1124 городов Российской Федерации.
Национальный состав
По данным Всероссийской переписи населения 2010 года:
| Народ                     | Численность, чел. | Доля от всего населения, % |
| ------------------------- | ----------------- | -------------------------- |
| русские                   | 45 345            | 84,14 %                    |
| армяне                    | 5350              | 9,93 %                     |
| украинцы                  | 731               | 1,36 %                     |
| другие                    | 2192              | 4,07 %                     |
| не указана национальность | 274               | 0,50 %                     |
| Всего                     | 53 892            | 100,0 %                    |

По итогам переписи населения 2020 года проживали следующие национальности (национальности менее 0,1 % и другое см. в сноске к строке «Другие»):
| Национальность | Численность, чел. | Доля     |
| -------------- | ----------------- | -------- |
| Русские        | 49 103            | 87,89 %  |
| Армяне         | 4340              | 7,77 %   |
| Украинцы       | 287               | 0,51 %   |
| Грузины        | 222               | 0,40 %   |
| Греки          | 188               | 0,34 %   |
| Азербайджанцы  | 186               | 0,33 %   |
| Адыгейцы       | 147               | 0,26 %   |
| Татары         | 135               | 0,24 %   |
| Турки          | 68                | 0,12 %   |
| Другие         | 1194              | 2,14 %   |
| Итого          | 55 870            | 100,00 % |

## Символика
Решением Совета Белореченского городского поселения Белореченского района № 7 от 29 мая 2007 года были утверждены герб и флаг Белореченского городского поселения.
5 сентября 2008 года городу Белореченску выданы Свидетельства о регистрации официальных символов в Государственном геральдическом регистре РФ. Настоящими свидетельствами удостоверяется, что на основании решения Геральдического Совета при Президенте Российской Федерации флаг и герб муниципального образования Белореченское городское поселение Белореченского района Краснодарского края внесены в Государственный геральдический регистр РФ с присвоением регистрационных номеров.

### Герб
Идея герба принадлежит архитектору Николаю Петровичу Пшеничникову (Белореченск), члену Краевого отделения Всероссийского Геральдического общества Василию Николаевичу Сапелкину (Туапсе) при участии председателя Гильдии геральдических художников Михаила Юрьевича Медведева (Санкт-Петербург). Компьютерный дизайн выполнен Михаилом Витальевичем Шаруновым (Краснодар). Обоснование символики проведено Михаилом Шаруновым и Владимиром Викторовичем Нагаевским (Тихорецк).
Согласно Положению о гербе муниципального образования Белореченское городское поселение Белореченского района, геральдическая фигура — лазоревая (синяя, голубая) перевязь символизирует реку Белую, чьим именем назван город и район. Изображение скачущего коня аллегорически указывает на ведущую роль казаков регулярной Кавказской армии, которые подготовили место под будущий город Белореченск в 1861—1862 годах. Окрестности города Белореченска имеют богатую историю — на прилегающей территории находятся многочисленные археологические памятники разных эпох. Их оставили скифы, сарматы, половцы, татары. В жизни и культуре всех этих народов конь занимал особенное место, о чём символизирует изображение коня. Казачество аллегорически показано двумя кубанками. Серебро — символ чистоты, совершенства, мира и взаимопонимания. Лазурь — символ чести, благородства, духовности.

## Органы власти
Устав Белореченского городского поселения Белореченского района устанавливает следующие органы местного самоуправления:
- Совет Белореченского городского поселения
- Глава Белореченского городского поселения
- Администрация Белореченского городского поселения

Совет Белореченского городского поселения
Совет Белореченского городского поселения является представительным органом власти. Совет состоит из 35 депутатов, избранных путем голосования. Срок полномочий Совета поселения составляет 5 лет.
23 октября 2005 года прошли выборы депутатов Совета первого созыва. 11 октября 2009 года состоялись выборы депутатов Совета второго созыва. 14 сентября 2014 года состоялись выборы депутатов Совета третьего созыва.
Глава Белореченского городского поселения
Глава Белореченского городского поселения возглавляет администрацию поселения. С момента образования поселения в 2004 году, избрание главы осуществлялось на основе всеобщего избирательного права.
23 октября 2005 года состоялись выборы первого главы городского поселения. Им был избран Муратов Сергей Феликсович, набравший 54 % голосов. 11 октября 2009 года состоялись вторые выборы главы городского поселения. Победу одержала Глазунова Татьяна Владимировна, набрав 81,04 % голосов. Прежний городской глава Сергей Муратов к выборам допущен не был. 17 июля 2013 года Татьяна Глазунова досрочно сложила полномочия главы города. 1 декабря 2013 года состоялись досрочные выборы главы Белореченского городского поселения. Победу одержал Фесенко Юрий Витальевич, набравший 52,17 % голосов.
В соответствии с законом Краснодарского края от 26 марта 2015 года N 3147-КЗ, избрание главы городского поселения на основе всеобщего избирательного права отменяется, а выборы проводятся тайным голосованием Совета поселения сроком на 5 лет. Днем истечения срока полномочий действующего главы Белореченского городского поселения Фесенко Юрия Витальевича является 9 сентября 2018 года.
26 декабря 2016 года Юрий Фесенко досрочно сложил полномочия главы городского поселения. Решением 40-й сессии 3-го созыва Совета Белореченского городского поселения от 6 марта 2017 года главой города Белореченска избран Александр Николаевич Шаповалов.
Администрация Белореченского городского поселения
Администрация Белореченского городского поселения, являющаяся исполнительно-распорядительным органом власти. Структуру администрации составляют глава поселения, его заместители, а также отраслевые и территориальные органы местной администрации.

## Здравоохранение
По состоянию на декабрь 2016 года в Реестр лицензий на медицинскую деятельность Краснодарского края включено более 100 организаций города и района, имеющих действующую медицинскую лицензию.
Медицинские учреждения Белореченска подразделяются на государственные, муниципальные, ведомственные и частные.
К государственным учреждениям относятся:
- ГБУЗ «Противотуберкулезный диспансер № 6» министерства здравоохранения Краснодарского края. Диспансер расположен в черте города и представлен поликлиническим и стационарным отделением на 75 коек. Имеются рентгеновский кабинет и клинико-диагностическая лаборатория. В г. Апшеронск функционирует Апшеронский филиал ГБУЗ «Противотуберкулезный диспансер № 6»[48].
- Белореченский филиал ГБУЗ «Клинический кожно-венерологический диспансер» министерства здравоохранения Краснодарского края[49].
- Белореченский филиал ГБУЗ «Наркологический диспансер» министерства здравоохранения Краснодарского края. В структуру филиала входят диспансерно-поликлиническое отделение с кабинетами приема врачей психиатров и психиатров-наркологов по обслуживанию взрослого и детского населения, психолога, специалиста по социальной работе; круглосуточный кабинет медицинского освидетельствования; отделение дневного стационара по специальности психиатрия (15 коек) и психиатрия-наркология (10 коек)[50].
- Белореченский филиал ГБУЗ «Станция переливания крови» министерства здравоохранения Краснодарского края. Учреждение осуществляет заготовку, переработку, хранение, транспортировку и обеспечение безопасности донорской крови и её компонентов[51].
- ГБУЗ «Бюро судебно-медицинской экспертизы» министерства здравоохранения Краснодарского края.
- ГБУЗ «Белореченская центральная районная больница» министерства здравоохранения Краснодарского края. В структуру учреждения входят взрослая и детская поликлиника, женская консультация, станция скорой помощи, Бжедуховская участковая больница, Рязанская участковая больница, фельдшерско-акушерские пункты, амбулатории, врачебный здравпункт ООО «ЕвроХим — Белореченские минудобрения», медицинские кабинеты в школах города и района.
- ГБУЗ «Белореченская стоматологическая поликлиника» министерства здравоохранения Краснодарского края

К ведомственным учреждениям относятся:
- Негосударственное учреждение здравоохранения "Узловая больница на станции Белореченская открытого акционерного общества «Российские железные дороги»[52].

## Образование
- Автономная некоммерческая частная профессиональная образовательная организация «Краснодарский кооперативный техникум крайпотребсоюза»[53].
- Государственное бюджетное профессиональное образовательное учреждение Краснодарского края «Белореченский индустриально-технологический техникум»[54].
- Государственное бюджетное профессиональное образовательное учреждение «Белореченский медицинский колледж» министерства здравоохранения Краснодарского края[55].
- Частное учреждение профессиональная образовательная организация техникум «Бизнес и право»[56].
- Филиал федерального государственного бюджетного образовательного учреждения высшего образования «Адыгейский государственный университет» в г. Белореченске[57].

## Экономика
- ООО «ЕвроХим — Белореченские минудобрения» (бывший Краснодарский химический завод, производство фосфорных удобрений)
- ООО «Южная Соковая Компания» (сельскохозяйственное перерабатывающее предприятие, производитель соков, нектаров, морсов и сокосодержащих напитков, а также продуктов детского питания)
- ОАО «Виктория» (бывший Белореченский пищекомбинат)
- ООО «Кубань-Ти»
- Тепличный комбинат «Белореченский» (ООО «ПКФ АГРОТИП»)
- ЗАО Птицефабрика «Белореченская» (ГАП «Ресурс»)
- ЗАО «Белореченский комбикормовый завод» (ГАП «Ресурс»)
- ООО «Агросервис» (ГАП «Ресурс»)
- ООО «Завод железобетонных изделий № 7»
- ООО «Белореченский пивзавод»[58]
- Мебельная компания «Е1»
- Предприятия железнодорожного транспорта

## Религия
Свято-Покровский храм
В 1863 году тщанием прихожан в станице был открыт молитвенный дом. В 1881 году на пособие от Кубанского казачьего войска в 10000 рублей с добавлением средств прихожан в станице была построена деревянная на каменном фундаменте Покровская церковь с колокольней. Освящена 20 сентября 1881 года. По состоянию на 1910 год, причт составляли 2 священника, 1 диакон, 2 псаломщика. Площадь причтовой земли 172,5 десятины. Первому священнику выплачивалось 200 рублей 70 копеек войскового жалования, псаломщикам по 51 рубль 42 копейки. При храме имелись одноклассное и двухклассное министерские училища, мужская и женская церковно-приходские школы, размещавшиеся в собственных кирпичных зданиях. В 1934 году здание церкви, располагавшееся на территории современного Парка победы, было взорвано.
В память о первом станичном храме в 1995 году в Белореченске был возрождён Свято-Покровский приход. В 1997 году решением городского Совета депутатов приходской общине в безвозмездное пользование под храм было передано здание детского кинотеатра «Юность», расположенного по улице 60 лет ВЛКСМ (ныне улица Шалимова). По благословению митрополита Кубанского и Екатеринодарского Исидора в 2000 годах храм был полностью реконструирован и увенчан золотым куполом.
Свято-Успенский храм
В 1892 году на пособие от Святого Синода в 3000 рублей была построена деревянная на каменном фундаменте Единоверческая Успенская церковь. Освящена 1 ноября 1892 года. В 1905 году пристроены 2 придела. По состоянию на 1910 год, причт составляли 1 священник и 1 псаломщик. Площадь причтовой земли 60 десятин. Синодальное жалование священнику 300 рублей, псаломщику 120 рублей. При церкви имелась школа грамоты, размещавшаяся в отдельном кирпичном здании. Церковь прекратила свое существование в 1920—1930-е годы. Первое местоположение храма остается неизвестным.
В годы Великой Отечественной войны Свято-Успенский храм возобновил свое существование, расположившись в одном из частных домов по улице Клубной (позже улица 60 лет ВЛКСМ, ныне улица Шалимова). Свято-Покровская церковь станицы Черниговской пожертвовала храму престол, жертвенник, церковную утварь, богослужебные книги.
В 1955 году церковь переехала в дом на улицу Толстого, купленный на средства верующих. В течение нескольких десятилетий силами прихожан велись ремонтные и строительные работы, площадь храма была расширена, в 1986 году саманные стены были обложены кирпичом. В 2008—2010 годах по благословению митрополита Кубанского и Екатеринодарского Исидора храм был полностью реконструирован.
В настоящее время красочный Храм Успения Пресвятой Богородицы является одной из главных достопримечательностей Белореченска.
Армянская Апостольская церковь
6 июня 2015 года, в памятный День извлечения из рва (Хор Вирап) святого Григория Просветителя, в Белореченске была открыла Армянская Апостольская церковь Григория Просветителя. Днем ранее прошло освящение внутреннего убранства церкви.
В церемонии открытия главу епархии Юга России Армянской Апостольской Церкви епископа Мовсеса Мовсесяна, а также священнослужителей епархии и настоятелей действующих армянских церквей Краснодарского края у распахнутых ворот церкви встречали главный меценат церкви Энгельс Палян, председатель Церковно-приходского Совета Геворг Паронян и председатель местного отделения Союза Армян России Рубен Мадельян.
Церковь Григория Просветителя построена по строгим армянским христианским канонам: внутреннее оформление, убранство церкви и прицерковная территория. Скульптурные объёмы храма основаны на традициях классической армянской архитектуры. Здание церкви размещается на стилобате, являющимся традиционным каменным основанием, характерным для церковной архитектуры Армении. Во внутренней росписи церкви сохранены традиционные каноны и национальный колорит оформления армянской церкви.
На территории церкви расположен мемориал в честь 100-летия геноцида армян, изображённый в виде скорбящей женщины с младенцем на руках, а также бюсты национальному герою Армении Андранику Озаняну и русскому полководцу Ивану Паскевичу.

## Известные уроженцы
Родившиеся в Белореченске

## Города-побратимы
- Смолевичи, Беларусь